# Sonoma tehamae
Sonoma tehamae är en skalbaggsart som beskrevs av Chandler 2003. Sonoma tehamae ingår i släktet Sonoma och familjen kortvingar. Inga underarter finns listade i Catalogue of Life.